# Unione Sportiva Arezzo 1950-1951
Questa pagina raccoglie le informazioni riguardanti l'Unione Sportiva Arezzo nelle competizioni ufficiali della stagione 1950-1951.

## Rosa
| N. |                   | Ruolo | Calciatore          |
| -- | ----------------- | ----- | ------------------- |
|    | Italia (bandiera) | D     | Candido Arrighi     |
|    | Italia (bandiera) | A     | Egiziano Bertolucci |
|    | Italia (bandiera) | A     | Fermino Cassin      |
|    | Italia (bandiera) | A     | Eros Crosetto       |
|    | Italia (bandiera) | P     | Biagio Dreossi      |
|    | Italia (bandiera) | D     | Marcello Ducci      |
|    | Italia (bandiera) | D     | Siro Giannini       |
|    | Italia (bandiera) | A     | G. Gho              |

| N. |                   | Ruolo | Calciatore          |
| -- | ----------------- | ----- | ------------------- |
|    | Italia (bandiera) | P     | Placido Gimona      |
|    | Italia (bandiera) | D     | Giuseppe Guerra     |
|    | Italia (bandiera) | D     | L. Mari             |
|    | Italia (bandiera) | C     | Rinaldo Moro        |
|    | Italia (bandiera) | A     | Enzo Pecchi         |
|    | Italia (bandiera) | C     | Siro Paolini        |
|    | Italia (bandiera) | C     | Severino Piovanelli |